# ملعب إقليم دي انتوفاغاستا
ملعب إقليم دي انتوفاغاستا (بالإنجليزية: Estadio Regional de Antofagasta)‏ هو ملعب كرة قدم يقع في أنتوفاغاستا، تشيلي، يتسع لـ 21,178 متفرج. هو الملعب الرسمي لفريق ديبورتيس أنتوفاجاستا.

## التاريخ
بدأ بناء الملعب في 1964. تم تجديده في 2013.